# Phobaeticus kirbyi
Espèce
Phobaeticus kirbyi est une espèce de phasmes de la famille des Phasmatidae considéré comme le plus grand insecte du monde avant d'être dépassé par Phobaeticus chani.

## Description

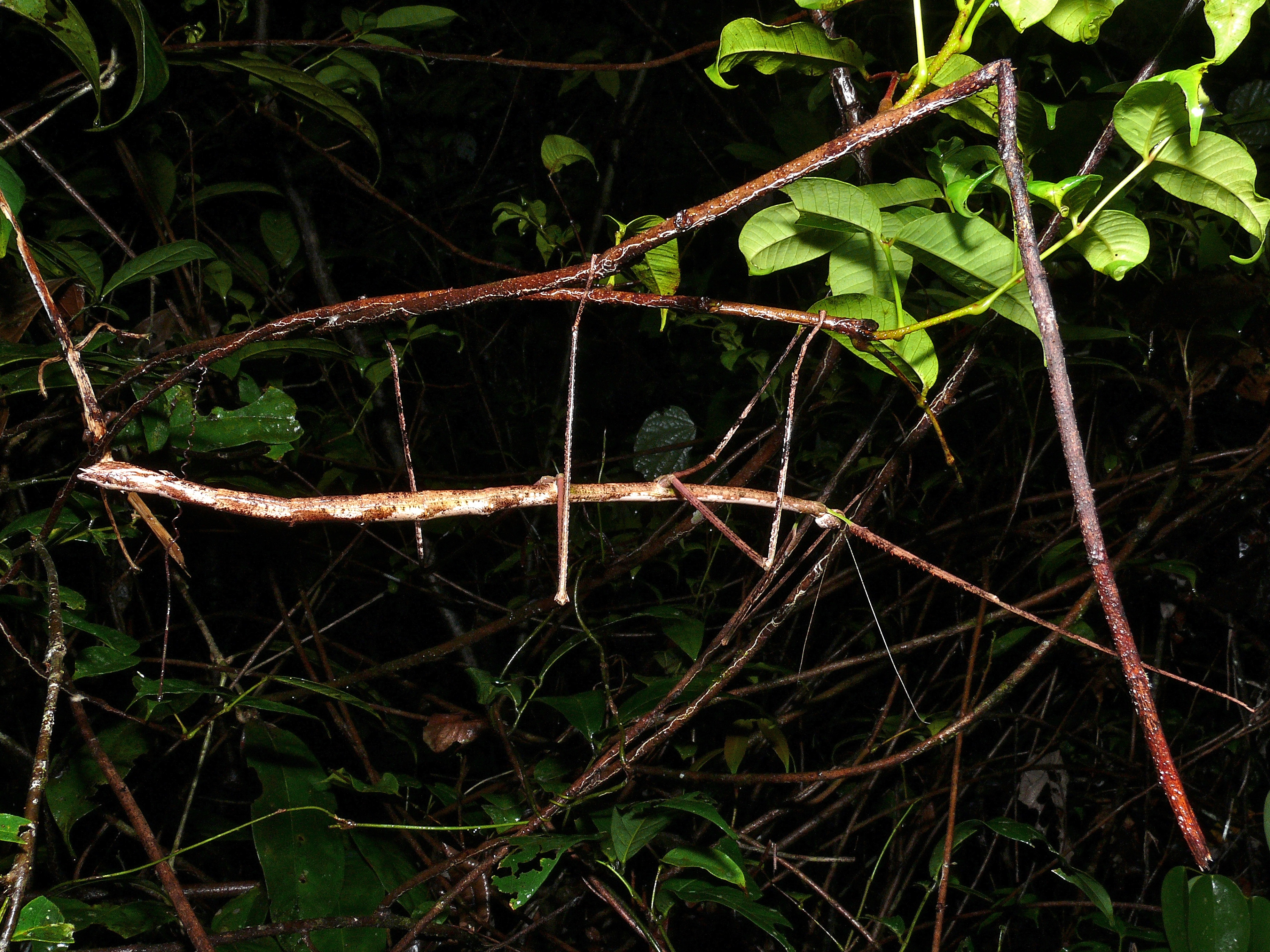
Phobaeticus kirbyi dans son environnement.

De nuance brun ou vert, il possède six grandes pattes dont deux juste sous la tête. Le plus grand spécimen trouvé mesurait 32,8 cm et était alors considéré comme le plus long insecte jamais découvert avant d'être détrôné par un spécimen de Phobaeticus chani plus grand de 3 cm.

## Répartition
Ce phasme est originaire de Bornéo.